# Leónidas de Tarento

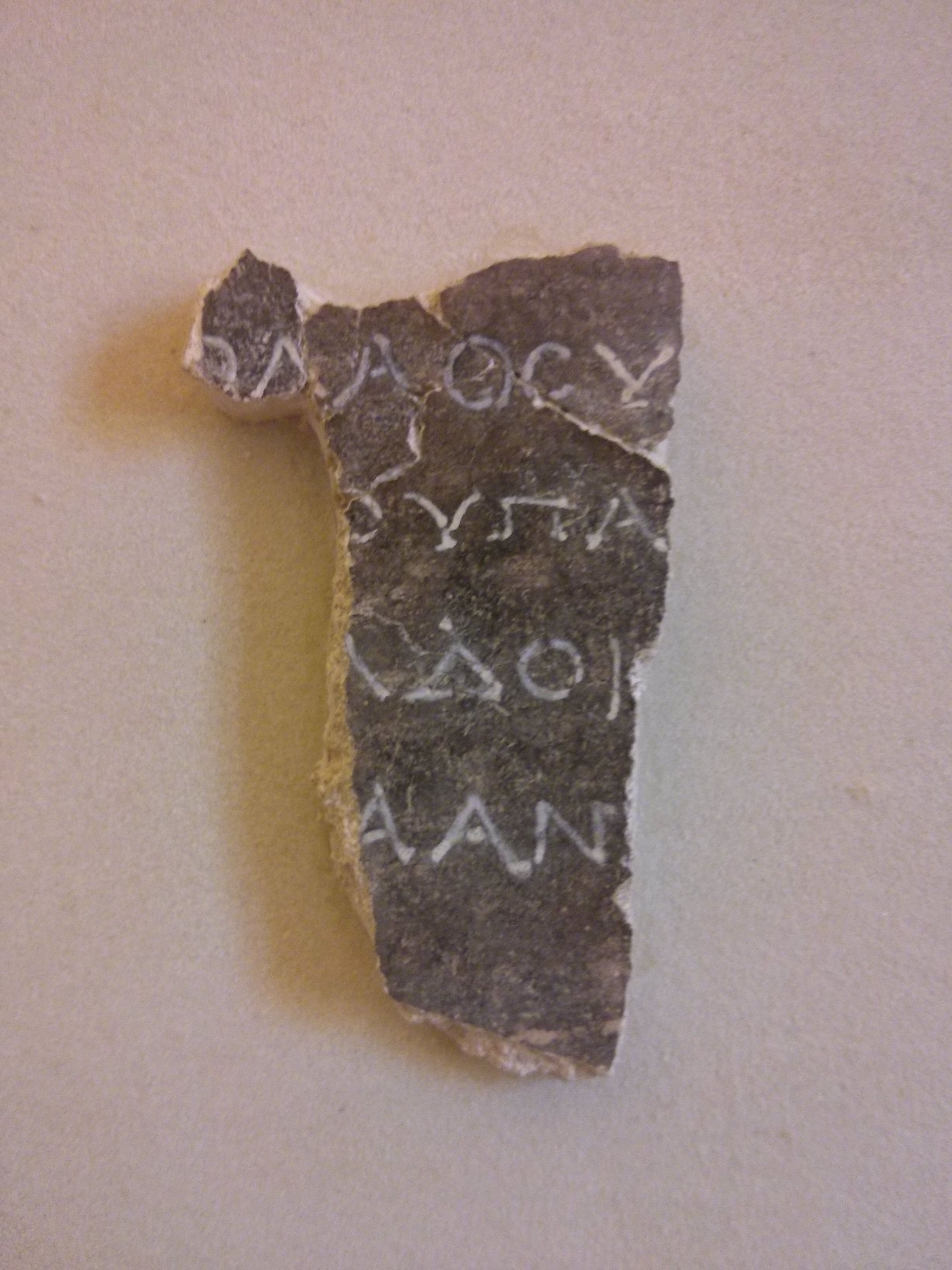
Fragmento de fresco con epigrama (Antología griega, VI 110) de Leónidas de Tarento

Leónidas de Tarento (Λεωνίδας ο Ταραντίνος) fue un poeta griego del siglo III a. C., autor de muchos epigramas, de gran habilidad técnica y elegancia en el empleo de términos populares.
Más de un centenar de estos epigramas se encuentran en La guirnalda de Meleagro de Gadara y en los Analecta del clasicista francés Brunck.
Leónidas fue contemporáneo de Pirro de Epiro.